# Mesero
Mesero (pronuncia: Mésero, /ˈmezero/; Mésar in dialetto milanese) è un comune italiana di 4 170 abitanti della città metropolitana di Milano in Lombardia, nota perché in una cappella del cimitero locale si trova il corpo di santa Gianna Beretta, meta di continui pellegrinaggi provenienti dall’Europa e dalle Americhe. la città è inoltre sede del primo santuario della famiglia, a lei dedicato.
Mesero ha ottenuto nel marzo 2016 il riconoscimento del titolo di città con decreto del presidente della Repubblica.

## Storia

### Le origini
I più antichi reperti archeologici che denotano la presenza di un insediamento nell'area di Mesero sono relativi all'epoca romana: molti di questi, tra cui un cippo ed un'ara votiva dedicata al dio Mercurio (rinvenuta nel 1921), sono stati ritrovati presso la località cascina sant'Eusenzio e sono oggi conservati nelle sale del palazzo comunale.

### L'influenza dei certosini

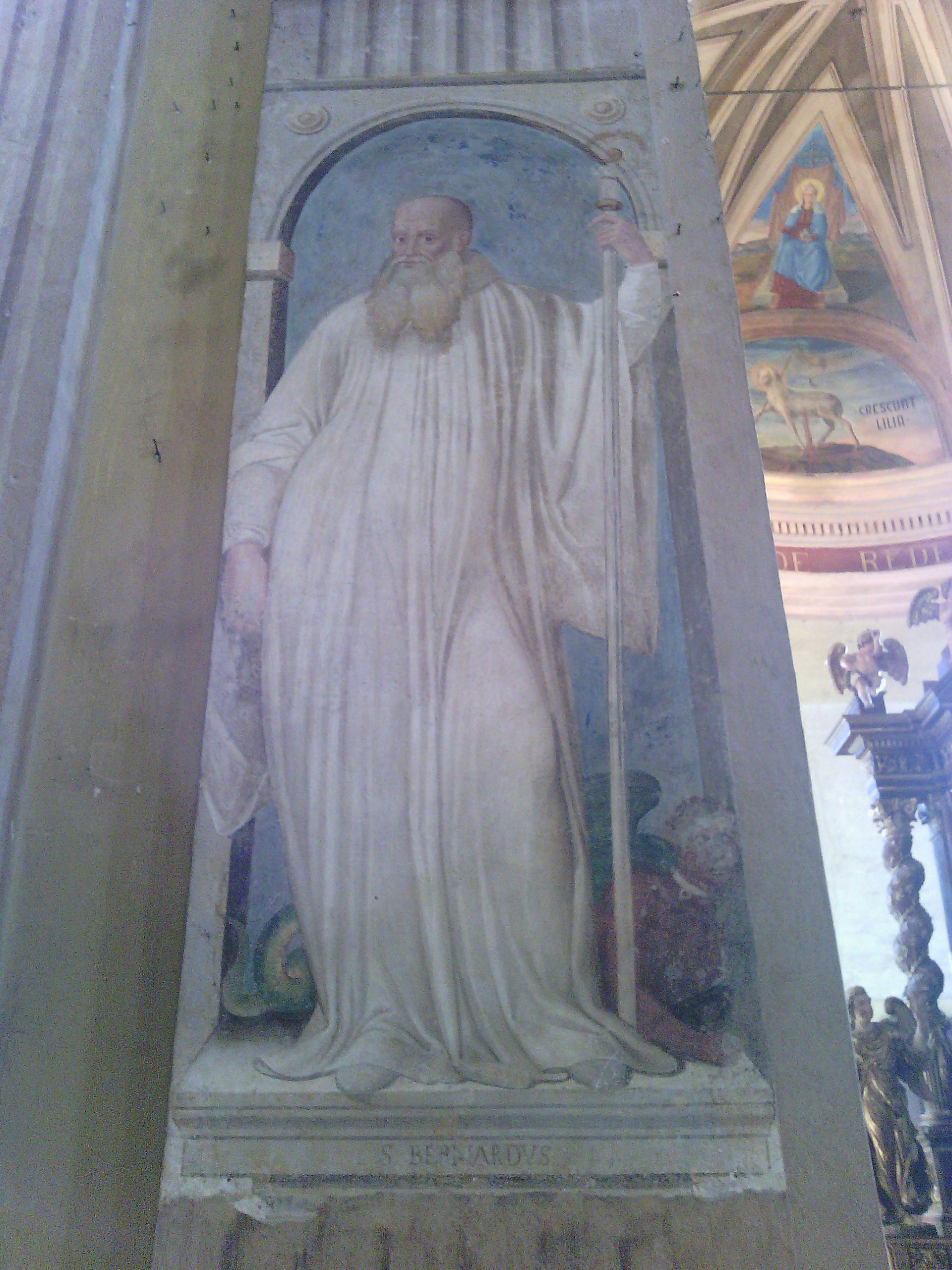
Raffigurazione di San Bernardo nella chiesa meserese a lui dedicata dai Certosini che a partire dal primo Rinascimento giocheranno un ruolo fondamentale per lo sviluppo dell'abitato

Il primo documento storico riguardante Mesero in cui compare il nome dell'abitato, è ad ogni modo datato al 1393 quando il nobile milanese Antonio Corrado lasciò tutti i suoi beni siti in Mesero ai padri dell'abbazia di Sant'Ambrogio ad Nemus di Milano con l'obbligo di distribuire ogni anno in perpetuo ai "poveri di Cristo" della comunità locale "due moggia di pane di frumento in tante miche di cinque once ciascuno, due staia di ceci cotti e ben conditi e dieci brente di vino".
Il documento sicuramente di maggior rilievo per la storia locale risale invece al 27 giugno 1399. In esso si riferisce di una donazione fatta dal duca di Milano, Gian Galeazzo Visconti, al priore e ai frati del Sacro Monastero della Certosa di Garegnano di "...tutte le possessioni, case e terre di proprietà di Ottone da Mandello e di Lanzarotto Bossi poste nel territorio di Mesero, le quali terre e case erano prima possedute dal vicario ducale Profello di Seratico...". Questa donazione immise nella proprietà dei certosini di Garegnano gran parte, ma non tutto, del territorio di Mesero, detto Comune Maggiore. La restante parte, detta Comune Minore o comune netto, rimase di proprietà di alcuni compadroni tra i quali spiccava la famiglia Crivelli.
Con i certosini si attivò in Mesero un polo vitale a vantaggio di tutta quanta la comunità. In analogia con altre situazioni di quel tempo, i certosini amministravano i luoghi e le attività insegnando i nuovi tipi di coltivazione e assistendo la popolazione nei vari periodi di carestie e di guerre. Segno di tangibile riconoscenza e benevolenza della popolazione fu l'opera dei certosini per "l'instromento di unione e incorporazione da farsi al Sacro Monastero di Garegnano della chiesa parrocchiale di S. Maria della Purificazione" che significava di fatto la rinuncia da parte della comunità del diritto di scegliersi il proprio parroco. Con ciò Mesero diventava una parrocchia monastica alle dirette dipendenze del priore dei certosini. Ciò risulta da un documento datato 14 aprile 1517 e ratificato con bolla di papa Leone X due mesi dopo. Una certa cultura popolare è presente a Mesero in quei tempi.
Nel Quattrocento la famiglia Crivelli istituì una cappellania o scuola della Madonna del Rosario presso la chiesa parrocchiale con l'obbligo per il cappellano di insegnare gratuitamente ai fanciulli del popolo, con stanziamenti e fondi in ragione di 128 pertiche. Tale scuola funzionava ancora nel XVIII secolo. Complessivamente la popolazione di Mesero fruì di un certo benessere in quei secoli, proprio grazie alla funzione protettiva del monastero certosino quale garante contro le angherie e i soprusi di qualsiasi signorotto e contro l'alternarsi continuo di calamità belliche e naturali. Tra queste ultime la peste che nel 1630 devastò la Lombardia, non ebbe quasi conseguenze a Mesero: il fatto è ricordato dal voto degli abitanti di celebrare in perpetuo la festa della Visitazione della Madonna.

### Il Settecento
Un dato relativo alla popolazione viene offerto nel 1726: la popolazione residente nel Comune Maggiore, nel Comune Minore e nella Cascina Casone con cascina Nuova, Vasilio, Malastalla, S. Eusenzio e Cassinetta contava 775 "anime". Dopo mezzo secolo, nel 1776 la popolazione era salita 1 034 abitanti. In quel periodo si verifica un nuovo fatto nell'attività economica: l'introduzione dell'allevamento del baco da seta e la filanda costruita in quegli anni, costituirà per tutto l'Ottocento la fabbrica più importante della zona.
Per il paese la vita cambiò radicalmente dal 1783 quando la politica del giuseppinismo introdotto dall'imperatore Giuseppe II d'Austria decise di sopprimere l'ordine certosino con la conseguente abbandono da parte dei monaci del loro insediamento plurisecolare a Mesero. I beni dei certosini in loco vennero venduti all'asta ed acquistati quasi in toto dal nobile milanese Federico Landriani che utilizzò l'antica grangia per costruirvi la propria abitazione di campagna e con l'intento di sfruttare i vasti possedimenti terrieri per la propria attività.Nel 1786 la Città di Mesero fu inserita nella provincia di Pavia.

### Dall'età napoleonica ai giorni nostri
In età napoleonica Mesero fu per sette anni annessa a Marcallo, e furono gli austriaci a ristabilire l'autonomia comunale. I Landriani continuarono ad avere un ruolo largamente influente nell'amministrazione del paese sino al compimento dell'unità nazionale.
Mesero venne coinvolta nella Battaglia di Magenta del 4 giugno 1859 vedendo i primi scontri tra le colonne franco-piemontesi guidate dai generali Mac Mahon e Espinasse e la resistenza austriaca. Con l'unità d'Italia Mesero tornò dalla provincia di Pavia a quella di Milano.
La popolazione locale, ancora in gran parte attestata attorno all'agricoltura, abbandonò completamente la coltivazione della vite a partire dal 1880 per via della tremenda epidemia di filossera che colpì la maggior parte delle coltivazioni del genere nell'area. Questo fatto ridusse significativamente l'economia locale al punto che in breve tempo si svilupparono un'epidemia di colera e poi di pellagra, non potendo in questo nemmeno beneficiare del munifico apporto della Scuola dei Poveri di Cristo fondata anticamente dai Crivelli dal momento che questa, a causa delle leggi di stato che sopprimevano i benefici religiosi, era stata soppressa nel 1867.
Unico spiraglio di lavoro rimase sempre la filanda della famiglia Landriani, aperta nella seconda metà del secolo e che venne poi ristrutturata ed acquistata dalla famiglia Colombo all'inizio del Novecento, quando ancora Mesero si trovava esclusa da qualsiasi insediamento di tipo industriale e produttivo, motivo per cui molti meseresi iniziarono a migrare verso le Americhe che si fermò solo verso gli anni '30 quando il fenomeno del pendolarismo verso Milano divenne l'alternativa più valida all'occupazione agricola.

### Simboli

#### Stemma e gonfalone in uso dal 1989 al 2020
Fino al 2020 la descrizione araldica dello stemma era la seguente:
La descrizione araldica del gonfalone era la seguente:
Questo stemma vuole illustrare nelle sue due principali sezioni del troncato le caratteristiche più significative di due diverse epoche storiche della Città. La parte superiore dello stemma allude al fatto che il suo territorio, fin dall'epoca romana, era suddiviso in appezzamenti di terra di forma quadrata, secondo il metodo romano della centuriazione. La parte inferiore dello stemma, invece, vuole fare riferimento alla storia medievale di questa Città: in particolare al conferimento, avvenuto il 27 settembre 1399, da parte del duca di Milano Gian Galeazzo Visconti, ai monaci della Certosa di Garegnano, di Milano, di alcune terre poste sul territorio del Comune di Milano. Proprio per ricordare questo antico Ordine monastico, che possedeva a Mesero un suo monastero, sono state inserite nello stemma comunale le tre stelle d'argento; stelle che costituiscono uno degli emblemi più significativi dell'insegna araldica di quest'Ordine. Nello stemma della Città si osserva, peraltro, che è stato scorrettamente utilizzato il colore bianco, al posto dell'argento.
Lo stemma e il gonfalone di Mesero vennero concessi con decreto del presidente della Repubblica del 2 ottobre 1989.

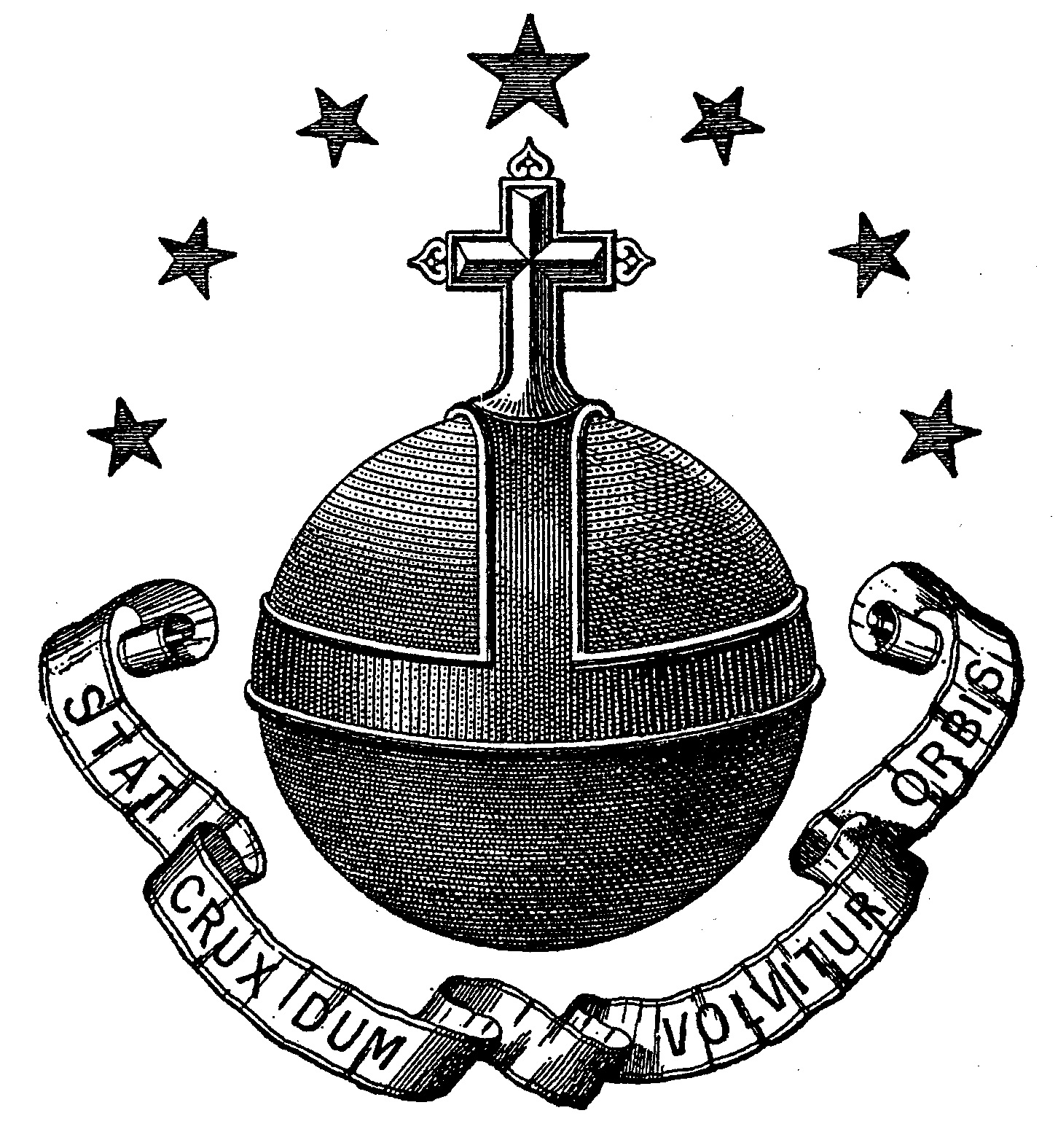
Lo stemma dell'ordine dei certosini che col decreto presidenziale del 2020 compare nello stemma della città di Mesero

#### Stemma e gonfalone attuali
Lo stemma è stato modificato con decreto del presidente della Repubblica datato 18 marzo 2020 sulla base della concessione del titolo di Città del 10 marzo 2016.
La descrizione araldica del gonfalone della Città di Mesero è la seguente:
Lo stemma della città di Mesero rappresenta graficamente, con alcuni simboli, un breve riassunto della storia della comunità: nella parte superiore si fa riferimento alla sua storia antica: l'epigrafe dell'ara romana ritrovata nel territorio comunale è chiaramente leggibile a sinistra, mentre a destra si trova la rappresentazione di una centuriazione, ovvero la divisione del territorio in grossi appezzamenti quadrati secondo il metodo romano. Nella parte inferiore è chiaro il riferimento della lunga presenza a Mesero dei Certosini (dal 1399 al 1783): nella prima versione del blasone erano infatti presenti tre stelle a cinque punte, presenti anche nel simbolo dell'ordine certosino (formato in tutto da sette stelle), sostituite nella nuova versione dello stemma del 2020 dall'emblema stesso dell'ordine.

## Monumenti e luoghi d'interesse

### Architetture religiose

#### Santuario di Santa Gianna Beretta Molla (ex chiesa parrocchiale della Madonna della Purificazione)

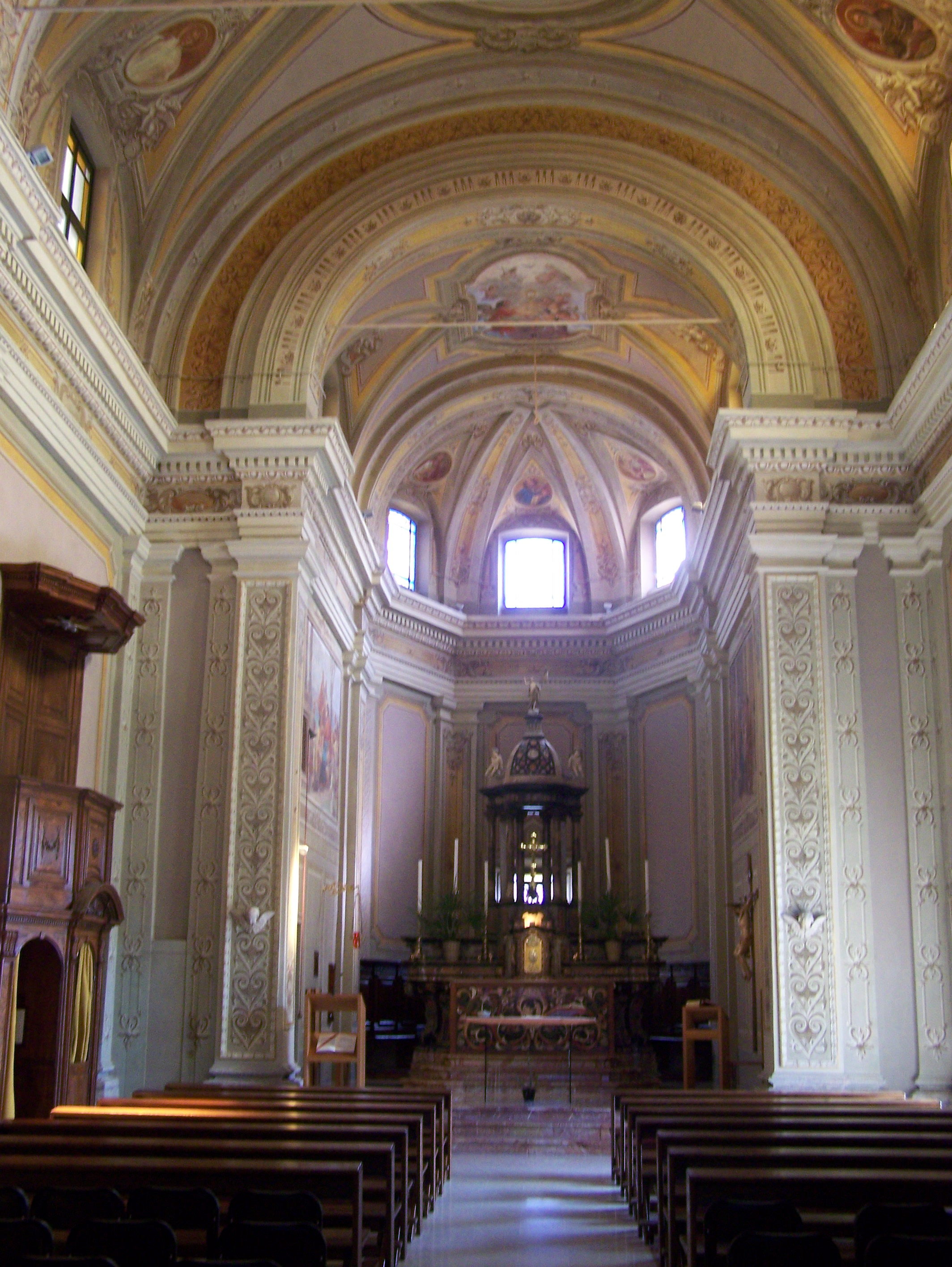
Interno della vecchia chiesa parrocchiale di Santa Maria, attuale santuario dedicato a santa Gianna Beretta Molla.

Nota anche come Santuario della Famiglia o Santuario di Gianna Beretta Molla, la chiesa è stata sino al 1965 la chiesa parrocchiale di Mesero ed era dedicata alla Madonna della Purificazione. Le sue origini sono incerte e con tutta probabilità il suo primo nucleo era già quella chiesa dedicata alla Madonna citata da Goffredo da Bussero nel XIII secolo. La struttura subì vari restauri tra il 1500 ed il 1595, anni in cui venne costruito il battistero e fu quasi completamente rifatta nel 1638 a cura e spese della Certosa di Garegnano. Questi interventi trasformarono l'aspetto della primitiva chiesa romanico-lombarda, come può essere osservato in un dipinto d'epoca, in quello attualmente ancora esistente, dettato dai canoni dell'architettura religiosa rinascimentale-barocca. La chiesa, nel suo assetto attuale, venne consacrata dal Vescovo di Verona, Sebastiano Pisani I, nel 1665.
La facciata ha forme barocche ed è divisa in due ordini separati da un cornicione; nella parte superiore si aprono due finestre, e nel mezzo è sistemato un festone e lo stemma della Certosa di Garegnano (rappresentante l'agnello di Dio), mentre nel timpano è posto un cherubino.
Nella parte inferiore si trova un vestibolo sostenuto da due colonne di broccatello, che introduce all'aula ecclesiale.

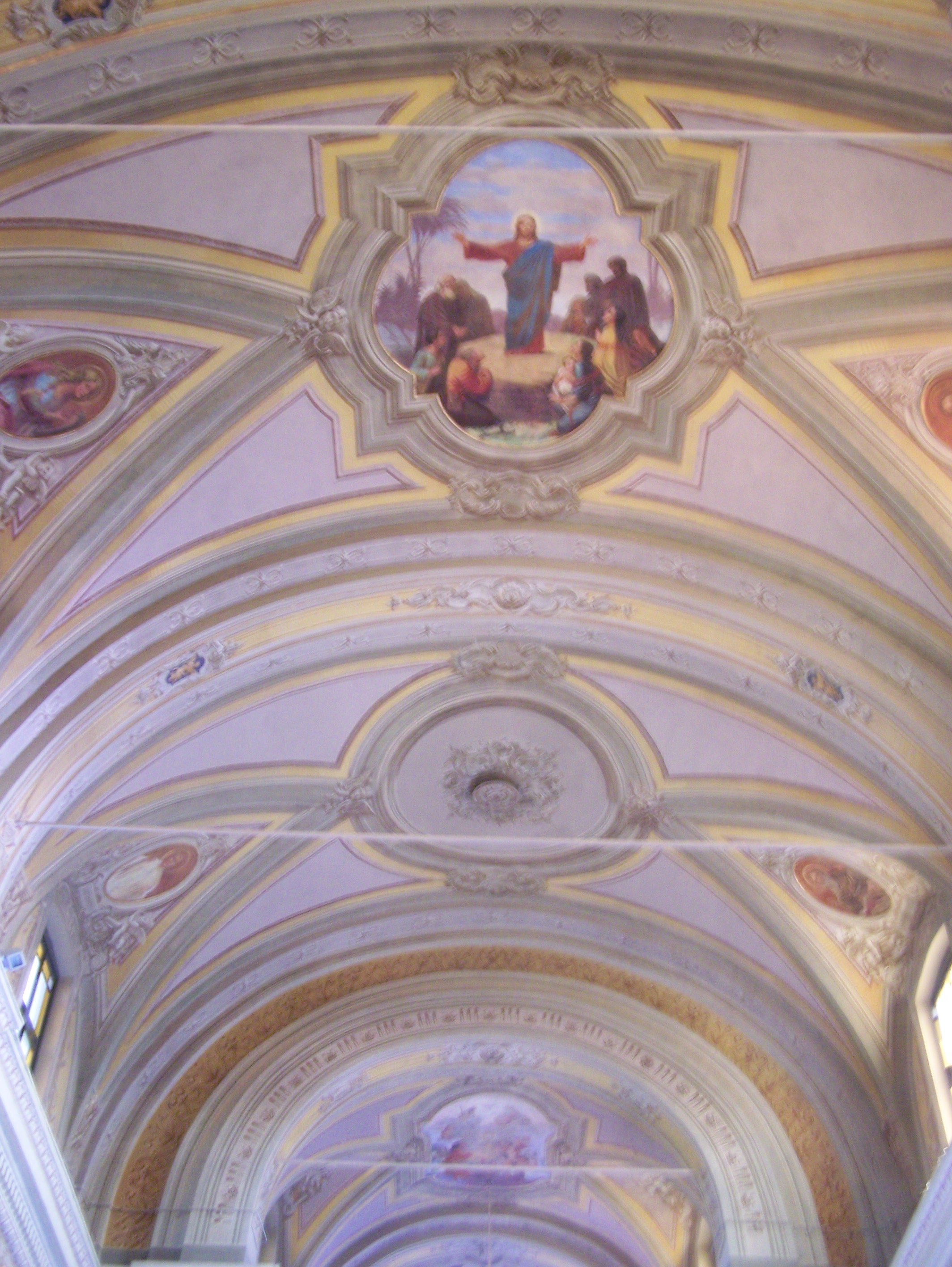
Gli affreschi di fine ottocento della volta

L'edificio addossato alla chiesa è quasi un prolungamento della stessa, ed è costituito dall'ossario, costruito nel 1735, ora detto Cappella dei Santi.
L'interno della chiesa dispone di una sola navata; subito a sinistra, si trova l'antico battistero (oggi occupato da un confessionale) che presenta ancora un pregevole affresco di fine Cinquecento rappresentante il battesimo di Cristo.
Le cappelle laterali sono due: la prima, a sinistra, dedicata alla Madonna del Rosario (la statua lignea sopra l'altare vi venne posta però solo nel 1745), la seconda a destra, dedicata originariamente a san Giuseppe e poi votata a sant'Antonio da Padova, raffigurato su una tela del XVII secolo mentre venera la Vergine Maria e Gesù Bambino, accompagnato dai santi Bruno e Liborio e dal 2006 è stata ridedicata al culto di santa Gianna Beretta Molla. Presso la cappella infatti sono conservate alcune reliquie della santa e numerosi ex voto che ancora oggi le vengono recati dalla popolazione.
Le decorazioni pittoriche delle pareti della chiesa risalgono invece al 1892 e sono opera dei pittori Calcaterra di Cuggiono e Ferrario di Ossona.
Gli altri affreschi sulla volta ed ai lati dell'altare maggiore furono eseguiti nel 1917 dal pittore Zimbellini di Lodi.
Costruita la nuova parrocchiale al termine del 1972, la vecchia chiesa rimase aperta ancora per qualche anno per le celebrazioni feriali.
Nel 1976 fu chiusa al culto e la parrocchia cambiò denominazione: dalla "Purificazione della Beata Vergine Maria" si passò all'attuale "Presentazione del Signore".
A partire dal 2002 sono iniziati i lavori di recupero dell'edificio ecclesiale per trasformarlo, secondo gli auspici dei cardinali Carlo Maria Martini e Dionigi Tettamanzi, arcivescovi di Milano, nel Santuario della Famiglia, dedicato a Santa Gianna Beretta Molla, mentre l'adiacente vecchia canonica diventerà il Centro di Spiritualità Familiare e di Servizio alla vita.

#### Chiesa Parrocchiale della Presentazione del Signore

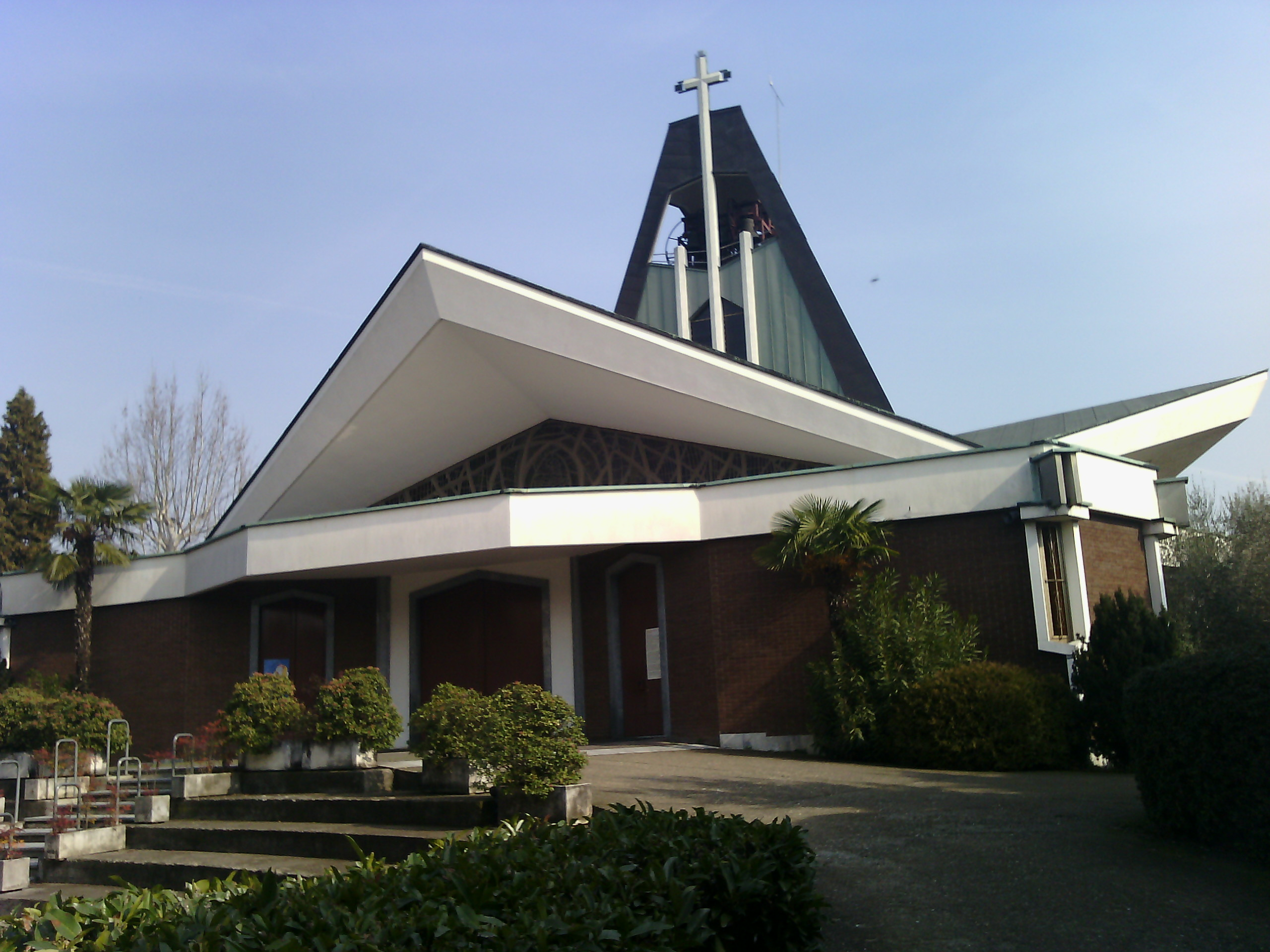
La moderna chiesa parrocchiale di Mesero

Grazie al contributo dei fedeli meseresi, a partire dal 1965 venne costruita la nuova chiesa parrocchiale, che veniva a sostituire la vecchia, ormai angusta per una popolazione di quasi 3 000 abitanti. Contrariamente a quanto accaduto in altri paesi dove la vecchia chiesa è andata in molti casi ad ampliare la struttura precedente o addirittura a sostituirvisi completamente, il terreno scelto per l'erezione della nuova parrocchia si trovava immediatamente dietro l'antica chiesa, permettendo così di mantenere vicini i due luoghi di culto che continuarono ad essere officiati entrambi. I lavori ebbero inizio il 25 giugno 1965 alla presenza dell'arcivescovo Giovanni Colombo con la posa della prima pietra che, come cita un'epigrafe ancora oggi leggibile all'interno della chiesa, proveniva direttamente dalla fabbrica del Duomo di Milano come simbolo di continuità e legame spirituale e filiale con la sede arcivescovile milanese. Il nuovo tempio, progettato dall'architetto Mario Bussi, fu benedetto ed aperto al culto la notte di Natale del 1972 dal parroco don Gesuino Corti e consacrato ufficialmente il 18 ottobre 1980 dall'arcivescovo di Milano, Carlo Maria Martini.

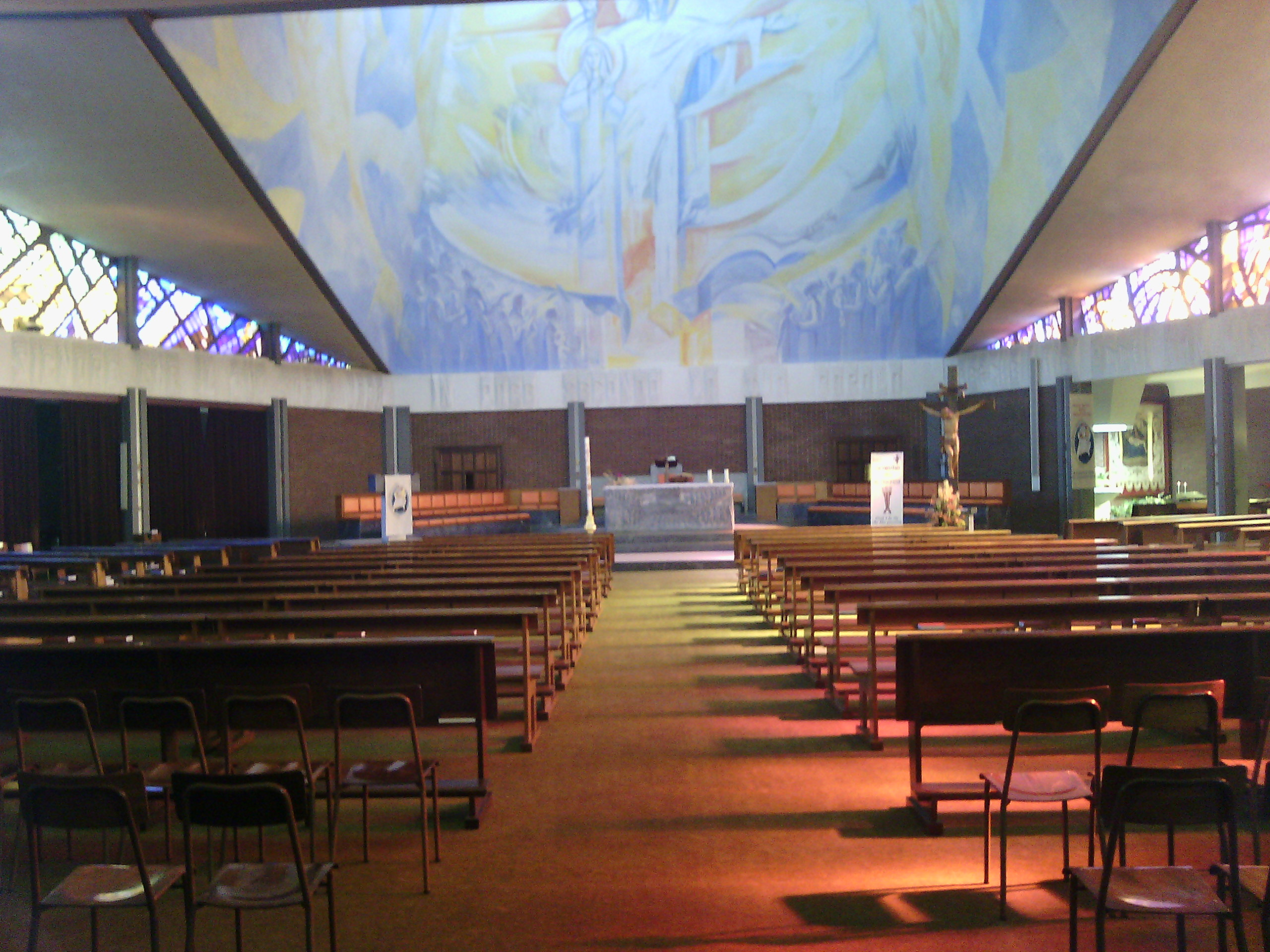
L'interno della chiesa parrocchiale

La pianta dell'edificio ecclesiale è esagonale, circondata da una fascia perimetrale dove prendono posto le cappelle, il battistero, la sacrestia ed i disimpegni, un pregio funzionale questo, che ha reso caratteristica la struttura assieme all'uso sapiente della luce naturale che filtra intensa e radiosa dalle vetrate colorate, realizzate dalla Scuola d'Arte "Beato Angelico" di Milano.
Esse sono presentate con un significato che consente di rivivere i tre momenti della salvezza biblica, ovvero l'antica alleanza, la nuova alleanza e la salvezza eterna in Cristo. La vetrata di destra, bipartita, rappresenta il "Nuovo testamento" con colori cupi e forme tondeggianti che ripropongono il tema del Monte Calvario alla sommità del quale, al centro, si trova una grande croce a fasce luminose che allude appunto alla profezia di Simeone ("Luce per illuminare le genti… Egli è qui come segno di contraddizione", Lc 2, 32-35), ed onde di colore rosso sangue, simbolo del sacrificio di Cristo sulla croce e dei martiri della chiesa con lui. La vetrata di sinistra, anch'essa bipartita, presenta una sorgente d'acqua da cui sgorga un'onda, alla cui sinistra rappresenta l'acqua del Mar Rosso e quella sgorgata dalla roccia colpita da Mosè, passando attraverso una zona di colore verde che indica la speranza di Israele nell'attesa del Messia. A destra della fonte sono invece raffigurate le piramidi d'Egitto ed il Monte Sinai, segni della presenza di Dio che guida il suo popolo nel deserto. La vetrata frontale rappresenta la visione apocalittica dell'agnello col petto da cui sgorgano acqua e sangue, simbolo appunto di Cristo.

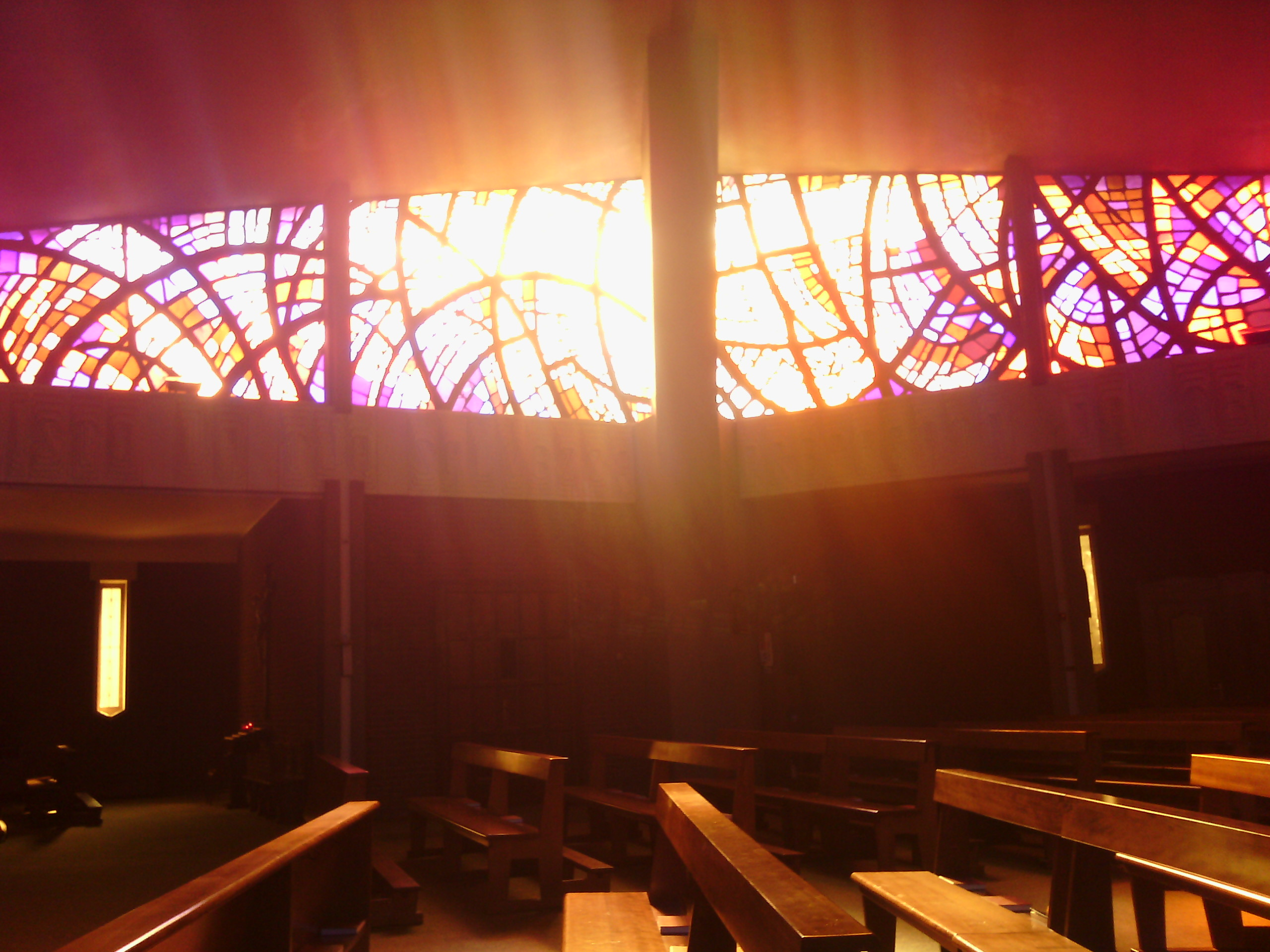
La luce che filtra dalle vetrate colorate della chiesa

La fascia perimetrale sotto le vetrate, riporta a caratteri cubitali plastici la frase evangelica pronunciata dal vecchio Simeone all'atto della presentazione di Gesù al tempio:
(Lc 2, 29-32)
Un discorso a parte merita l'altare di marmo, opera dello scultore Gino Casanova, chiave di volta di tutto il discorso iconografico e simbolico della chiesa nelle illustrazioni di Gerusalemme intesa nella sua dimensione storica (fatti relativi all'Antico Testamento con la presenza di personaggi come Mosè o Davide, importanti nella storia del popolo d'Israele) e religiosa (intesa come la Gerusalemme celeste, ovvero il Paradiso sancito con l'alleanza stretta tra l'uomo e Dio con le vicende del Nuovo Testamento e della vita di Cristo).
La decorazione della vela absidale, realizzata nel 2006, completa la decorazione artistica dell'edificio e rappresenta una grande figura di Gesù accompagnato dalla Madonna nell'atto di presentarsi al popolo di Dio, opera di una ditta specializzata veronese.

#### Santuario della Madonna Addolorata e di San Bernardo

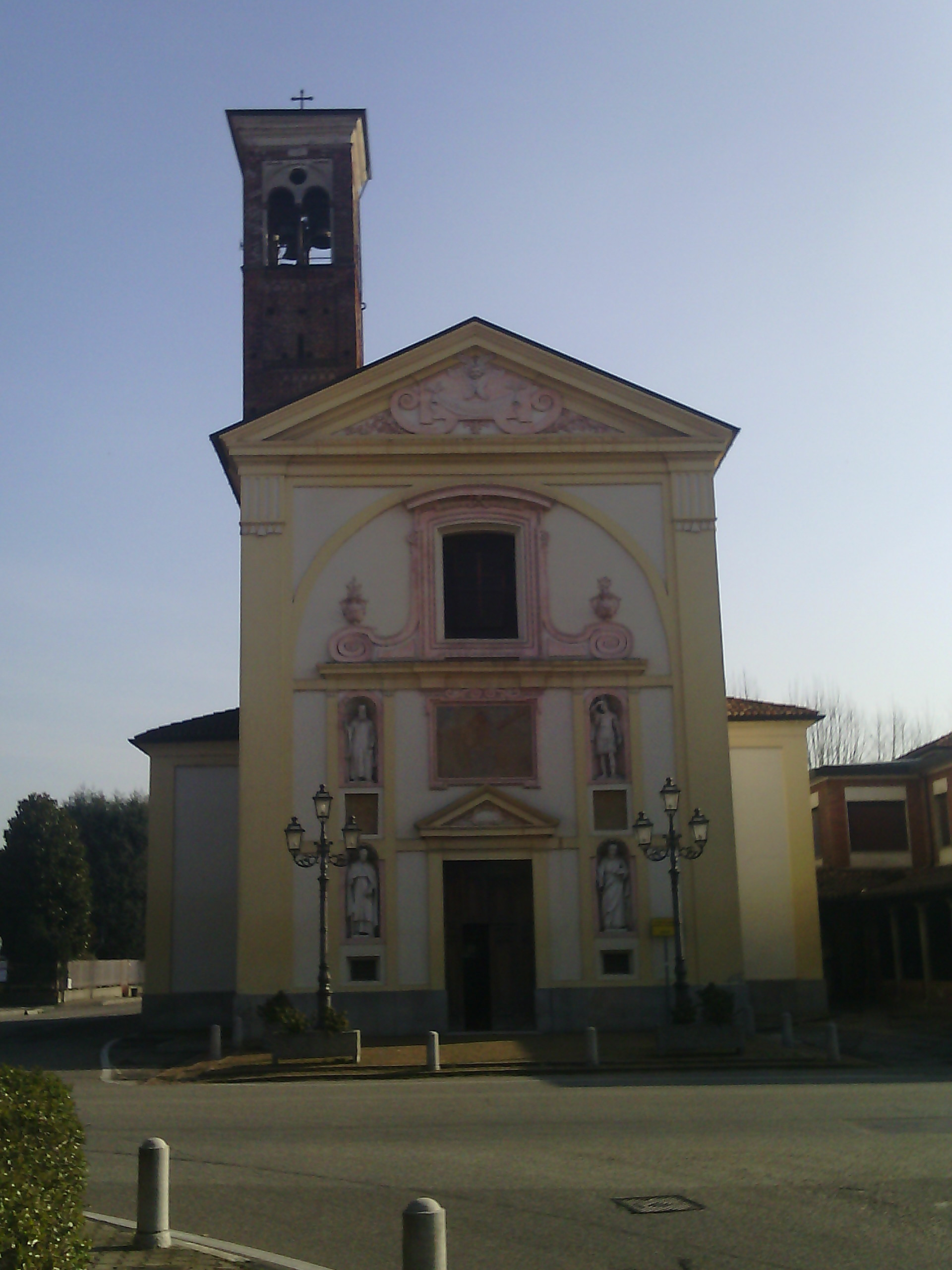
La facciata esterna del santuario

Il santuario venne edificato dalla comunità meserese nel 1612, su terreni di proprietà della comunità locale dei certosini, là dove si trovava un'antica cappella ormai in rovina dedicata a Santa Margherita vergine e martire e risalente con tutta probabilità al XIII secolo se appare già citata da Goffredo da Bussero nel suo Notitiae Sanctorum Mediolanensis. Della chiesa di Santa Margherita non si ha menzione in nessun documento successivo tanto che si deve presumere sia andata distrutta nei lavori di costruzione del nuovo tempio. Forse una lontana testimonianza di ciò che rimane nel nome di una strada campestre tuttora esistente detta della "gesa rota" ("chiesa rotta") e di una campagna denominata nello stesso modo, situate entrambe nella parte sud-est del territorio comunale, ai confini con il comune di Marcallo con Casone.
La chiesa venne ulteriormente ampliata nel 1667 con la costruzione tra l'altro di un lungo viale di collegamento con il resto del paese che rese più agevole il raggiungimento del luogo di culto.
Sull'altare principale della nuova chiesa eretta, in legno dorato, venne posta la nuova immagine della Vergine Addolorata e quella vecchia venne lasciata dietro l'altare.
La facciata, in stile barocco, presenta quattro nicchie con alloggiate statue di santi ed elaborate decorazioni a stucco.

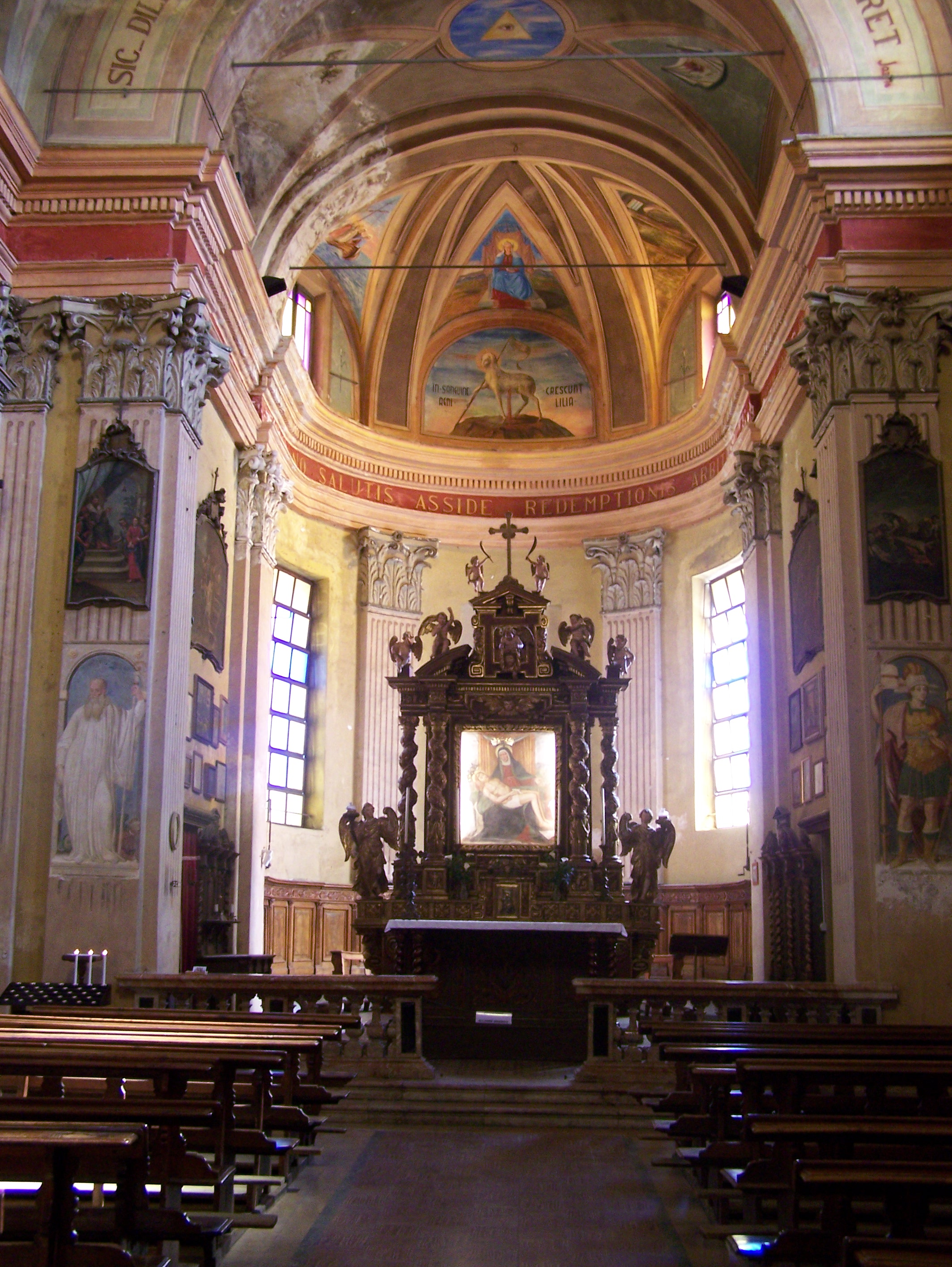
L'interno della chiesa

L'interno, composto di una sola navata, ha due cappelle laterali: quella a destra ospita un artistico crocifisso in legno risalente alla fine del XVII secolo. Quella di sinistra è invece dedicata a san Bruno, la cui statua in legno venne posta il 17 ottobre 1718 in una nicchia sopra l'altare minore con una solenne cerimonia. Di pregevole fattura e conservazione appaiono anche i due affreschi che adornano le due lesene che separano la navata dal presbiterio: essi rappresentano san Bernardo e san Giunone.

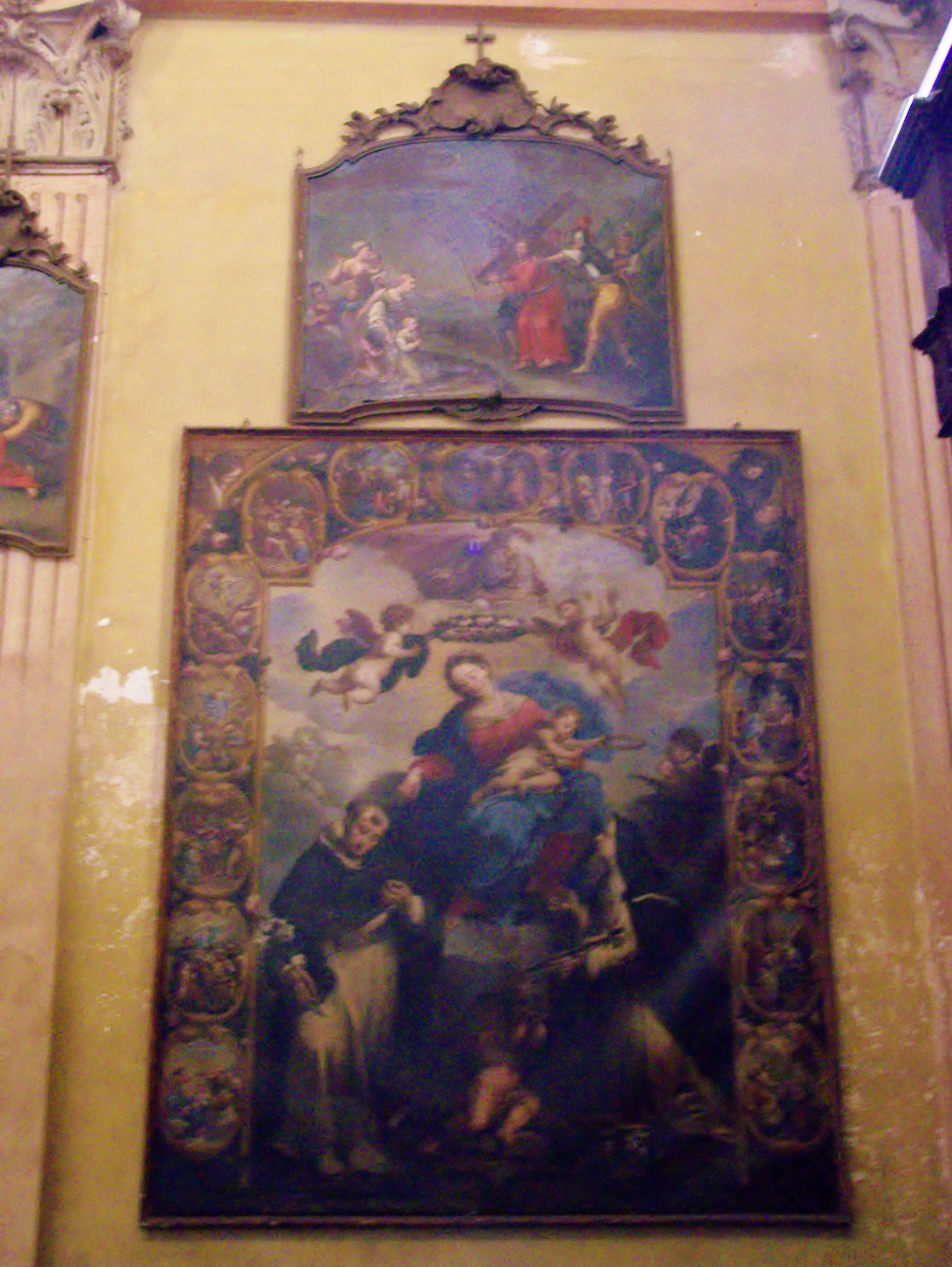
La Madonna del Rosario con san Domenico e santa Rosa da Lima d'inizio Seicento presente nel santuario

Degni di essere menzionati sono anche le tele della Via Crucis, dipinte nel 1765 dalla pittrice milanese Maria Antonia Valli, nata Giussani, e un grande quadro dell'inizio del Seicento, raffigurante una Madonna del Rosario con san Domenico e santa Rosa da Lima.
I dipinti della volta, realizzati dopo la distruzione dei precedenti, sono opera del pittore trevigliese Giulio Carminati e risalgono al 1947-1948: essi mostrano in primo piano la figura di san Giovanni Bosco, dal momento che in quegli anni venne edificato nei pressi della chiesa l'oratorio parrocchiale e il tempio divenne cappella ad uso dei ragazzi. Su un'altra parte della volta è raffigurato il parroco dell'epoca e benefattore della città, don Giuseppe Airaghi, mentre tiene in mano un modellino di questa chiesa stessa che contribuì a restaurare per la comunità di Mesero.
Un campanile in stile romanico sovrasta l'edificio sacro e essendo visibile anche da lontano è divenuto uno dei simboli più noti del paese. Il santuario, nei secoli, si è sempre mantenuto come proprietà della comunità locale e non della parrocchia ed attualmente è infatti parte delle proprietà dell'amministrazione comunale. Nel 1998, con un'iniziativa dell'ente pubblico è stata restaurata la facciata e le parti esterne dell'immobile religioso, intervenendo nel 2005 anche sull'altare maggiore.

### Architetture civili

#### Villa Magnaghi

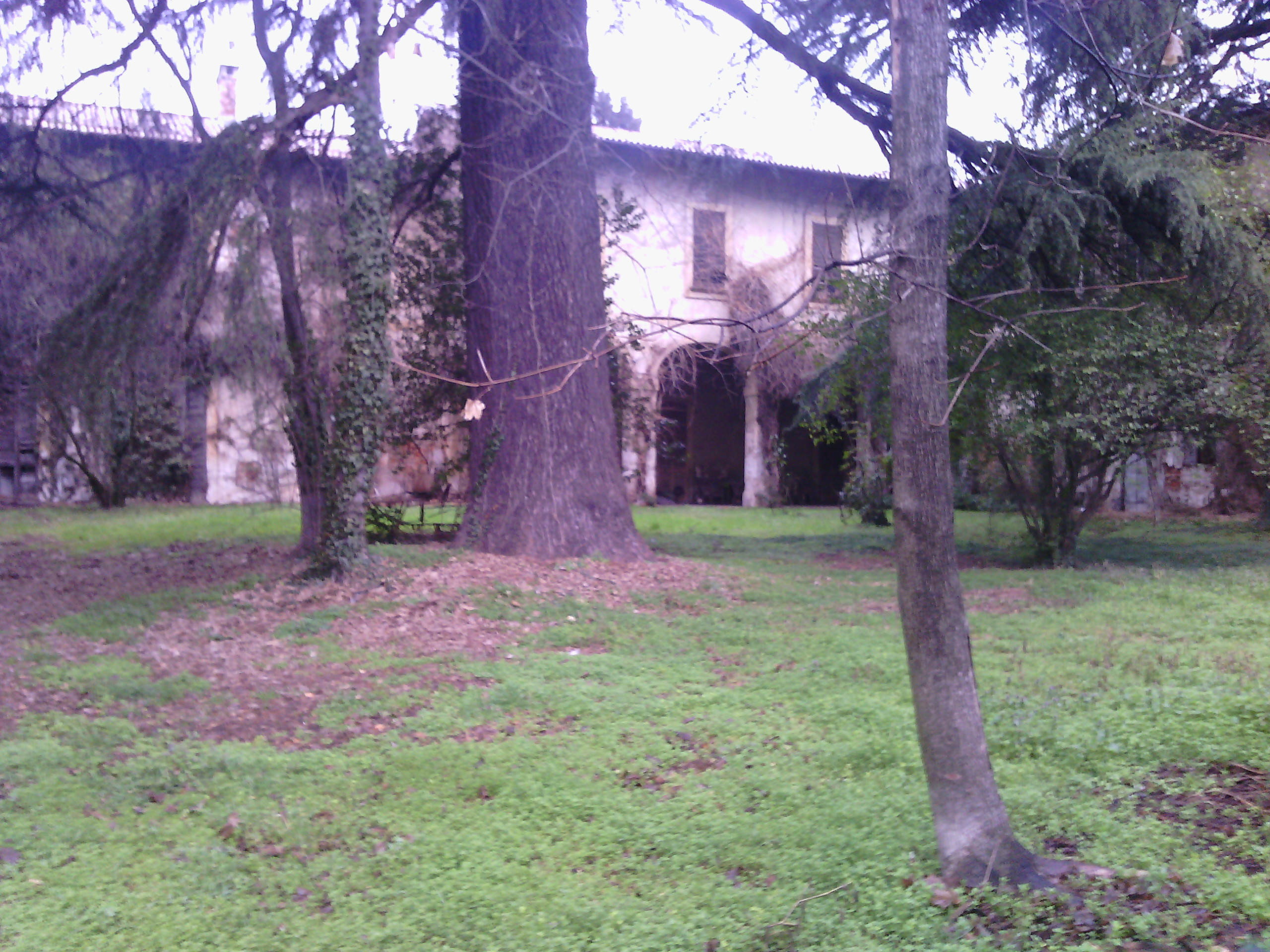
Villa Magnaghi

Risalente a prima del Settecento, nel Catasto Teresiano la villa viene indicata come appartenente al patrimonio del marchese Villani-Novati che l'aveva avuta a sua volta in eredità dalla famiglia Crivelli.
Nel primo ottocento venne acquistata da Giovanni Prato, marito di un'erede della nobile e ricca famiglia dei Landriani, che la sottopose a sostanziali cambiamenti, mantenendone comunque lo schema a "L".
Nel primo decennio del XX secolo fu comprata dal ricco industriale Luis Barolo per la sorella Antonietta, andata in sposa a Giacomo Magnaghi.
La proprietà dell'immobile è oggi del pronipote del Magnaghi, ma l'intero stabile vessa in stato di abbandono.

#### Villa Colombo
Delle residenze padronali di Mesero, Villa Colombo è indubbiamente la più antica e la meglio conservata.
Essa venne costruita alla metà del Seicento dai Certosini come loro ospizio o grangia (si vedano simili esempi alla vicina Boffalora sopra Ticino), probabilmente su uno stabile ancora più antico se si considera che ancora oggi sopra il portale d'ingresso principale è visibile una formella con Sant'Ambrogio che rimanderebbe alle prime donazioni ai monaci di Sant'Ambrogio ad Nemus. Quando ad ogni modo alla fine del XVIII secolo l'Ordine venne sciolto, il complesso passò tramite vendita alla famiglia Landriani che acquistò l'intero stabile per farne la propria abitazione di campagna, dando inizio a copiosi restauri che fecero assumere al complesso l'attuale forma, portando alla caratteristica forma ad "U", di cui uno dei bracci venne adibito ad ospitare una filanda.
L'immobile venne comprato nel 1896 dall'ingegner Luigi Colombo, la cui famiglia era originaria di Sedriano, di cui era sindaco, ma che teneva residenza a Milano.
Al secondo dei suoi tre figli, Tito, toccò l'eredità di Mesero, che comprendeva oltre al palazzo, case coloniche e 1700 pertiche di terreno.
Nella villa vi sono vari segni della presenza dei Certosini, tra cui il più importante è sicuramente l'oratorio, dove sono visibili affreschi originali che si accompagnano stilisticamente ad altre pitture che sono visibili al piano nobile.

#### Villa Borsani
Edificata riutilizzando gli ambienti di quella che era l'antica osteria cittadina amministrata dai certosini, Villa Borsani venne acquistata nel 1842 da Gaetano Borsani, sposato con la nobile Giovannina Landriani, che subito iniziò dei lavori di restauro al complesso. Alla morte dell'ultimo discendente dei Borsani, Gaetano, nel 1961 la villa passò agli eredi di questi che vendettero la villa nel 1967 alla Città assieme alle adiacenti corti rustiche ed al parco che venne destinato a spazio pubblico.
L'amministrazione comunale procedette ad un restauro completo della villa nel 1978 quando la Città decise di adibire l'intero stabile ad ospitare una casa di riposo per la cittadinanza.

## Società

### Evoluzione demografica
Nel 1771, gli abitanti di mesero risultavano essere 1115, scesi a 704 nel 1805. Nel 1809 la Città venne unita al comune vicino di Marcallo con Casone, per poi venirne nuovamente scorporato. Nel 1853 gli abitanti totali risultavano essere 1031.
Abitanti censiti

### Etnie e minoranze straniere
Al 1º gennaio 2019 nella città risiedevano 243 cittadini stranieri, ovvero il 5.8% della popolazione totale. Le nazionalità maggiormente rappresentate in base alla loro percentuale sul totale della popolazione residente sono:
1. Cina, 55
2. Romania, 37
3. Albania, 35
4. Pakistan, 19
5. Marocco, 17
6. Ucraina, 13

## Cultura

### Media

#### Radio
Nella seconda metà degli anni settanta del Novecento anche Mesero ebbe una radio locale: Radio Mesero 106, ascoltabile in buona parte della provincia nord-ovest di Milano e nelle aree della limitrofa provincia di Novara. Attualmente permangono le trasmissioni radio della parrocchia locale.

## Economia
Il territorio di Mesero negli ultimi anni ha subito importanti trasformazioni a causa dello sviluppo infrastrutturale della zona, tra cui:
- la costruzione del corridoio alta velocità da Milano a Torino;
- l'inaugurazione nel marzo 2008 della superstrada che collega Boffalora sopra Ticino a Malpensa, mettendo in collegamento Milano all'aeroporto internazionale attraverso la A4 Milano-Torino.

Questi elementi hanno condizionato fortemente l'economia locale e lo sviluppo industriale ed artigianale del paese.
A Mesero nel 2021 risultava occupato il 93% dei residenti in età lavorativa.

## Curiosità
- Curioso è il detto di tradizione popolare locale che cita Mèsar e Marcàll, sbagg d'un gall (ovvero "Mesero e Marcallo, lo sbadiglio di un gallo"), col quale si voleva indicare la poca distanza che tuttora separa i due comuni di Mesero e Marcallo con Casone.

## Amministrazione

### Sindaci durante ilRegno d'Italia
| nome | carica  | dal  | al   | partito                    | anno e luogo di nascita | anno e luogo di morte | note |
| --- | ------- | ---- | ---- | -------------------------- | ----------------------- | --------------------- | ---- |
| Ambrogio Landriani | sindaco | 1860 | 1866 | Destra storica             |                         |                       |      |
| Giacomo Borsani | sindaco | 1866 | 1885 | Destra storica             |                         |                       |      |
| Lodovico Aceti | sindaco | 1885 | 1888 |                            |                         |                       |      |
| A seguito dei moti insurrezionali agrari del 1888 la Città viene amministrata da una commissione formata dai consiglieri comunali Michele Cairati, Angelo Landriani, Andrea Salmoiraghi sino al 1891 |         |      |      |                            |                         |                       |      |
| Angelo Landriani | sindaco | 1892 | 1895 |                            |                         |                       |      |
| Gaetano Borsani | sindaco | 1896 | 1902 |                            |                         |                       |      |
| Gaetano Barenghi | sindaco | 1902 | 1919 |                            |                         |                       |      |
| Achille Berra | sindaco | 1920 | 1923 |                            |                         |                       |      |
| Enrico Bollesina | sindaco | 1920 | 1923 |                            |                         |                       |      |
| Angelo Pastori | sindaco | 1924 | 1926 | Partito Nazionale Fascista |                         |                       |      |
| Giacomo Magnaghi | podestà | 1926 | 1940 | Partito Nazionale Fascista |                         |                       |      |
| Alessandro Albani | podestà | 1940 | 1944 | Partito Nazionale Fascista |                         |                       |      |

### Sindaci durante laRepubblica Italiana
| nome                 | carica  | dal            | al             | partito                         | anno e luogo di nascita | anno e luogo di morte | note                            |
| -------------------- | ------- | -------------- | -------------- | ------------------------------- | ----------------------- | --------------------- | ------------------------------- |
| Giuseppe Calligaris  | sindaco | 1945           | 1946           |                                 |                         |                       |                                 |
| Vittorio Colombo     | sindaco | 1946           | 1949           |                                 |                         |                       |                                 |
| Paolo Berra          | sindaco | 1949           | 1951           |                                 |                         |                       |                                 |
| Ambrogio Loaldi      | sindaco | 1951           | 1956           |                                 |                         |                       |                                 |
| Mario Leone          | sindaco | 1956           | 1962           | Democrazia Cristiana            | Magenta                 | Magenta, 2009         | Poi sindaco di Magenta dal 1962 |
| Lanfranco Garavaglia | sindaco | 1963           | 1964           |                                 |                         |                       |                                 |
| Mario Leone          | sindaco | 1964           | 1970           | Democrazia Cristiana            | Magenta                 | Magenta, 2009         |                                 |
| Lorenzo Branca       | sindaco | 1970           | 1975           |                                 |                         |                       |                                 |
| Mario Leone          | sindaco | 1975           | 1981           | Democrazia Cristiana            | Magenta                 | Magenta, 2009         |                                 |
| Enrico Pisoni        | sindaco | 1981           | 1985           |                                 |                         | Magenta, 08-05-2023   |                                 |
| Massimo Vettorello   | sindaco | 1985           | 1990           |                                 |                         | Mesero. 15-05-2023    |                                 |
| Teresio Molla        | sindaco | 1990           | 2004           | Lista civica di Centro-sinistra |                         |                       |                                 |
| Riccardo Molla       | sindaco | 2004           | 26 maggio 2014 | Lista civica                    | Magenta, 25-08-1965     |                       |                                 |
| Filippo Fusè         | sindaco | 26 maggio 2014 | 27 maggio 2019 | Lista civica                    | Cuggiono, 13-03-1972    |                       |                                 |
| Davide Garavaglia    | sindaco | 26 maggio 2019 | 9 giugno 2024  | Forza Italia-Lega Nord          | Magenta, 26-11-1987     |                       |                                 |
| Davide Garavaglia    | sindaco | 9 giugno 2024  | in carica      | Forza Italia-Lega Nord          | Magenta, 26-11-1987     |                       |                                 |

### Gemellaggi
- Lurcy-Lévis, dal 2018